# Talowski rajon
Der Talowski rajon (russisch Таловский район) ist ein Rajon in der Oblast Woronesch in Russland.

## Geographie
Der Rajon liegt zentral in der Oblast Woronesch.

### Nachbarrajone
Der Rajon grenzt im Norden an den Anninski rajon, im Osten an den Nowochopjorski rajon, im Süden an den Buturlinowski rajon, und im Westen an den Bobrowski rajon. Verwaltungszentrum des Rajons ist die Siedlung städtischen Typs Talowaja.

## Administrative Gliederung
| Dorfsowjets 1. Abramowski Selsowjet (Oblast Woronesch) 2. Alexandrowksi Selsowjet (Talowski Rajon) 3. Dobrinski Selsowjet (Oblast Woronesch) 4. Kamenno-Stepni Selsowjet 5. Nischnekamski Selsowjet (Oblast Woronesch) 6. Nowotschigolski Selsowjet 7. Orlowski Selsowjet (Talowski Rajon) 8. Schaninski Selsowjet 9. Sinjawski Selsowjet (Oblast Woronesch) 10. Tischanski Selsowjet (Oblast Woronesch) 11. Wosnesenski Selsowjet (Oblast Woronesch) | Siedlungen städtischen Typs 1. Talowaja (Woronesch) |